# Hal Greer
Harold Everett Greer, detto Hal (Huntington, 26 giugno 1936 – Arizona, 16 aprile 2018), è stato un cestista e allenatore di pallacanestro statunitense, che ha giocato sia da playmaker che da guardia tiratrice.

## Carriera
Dopo aver frequentato il college di Marshall approda al basket professionistico nella stagione 1958-59 con i Syracuse Nationals con i quali disputa 5 stagioni, fino alla stagione 1962-63.
Nell'autunno 1963 la franchigia di Syracuse si trasferisce a Filadelfia. Con i Philadelphia 76ers, Hal Greer passerà tutto il resto della sua carriera, che terminerà nel 1973, vincendo il titolo NBA nella stagione 1966-67. Dal 1963 al 1969, viene inserito nel secondo quintetto NBA.
Partecipa a dieci NBA All-Star Game, dal 1961 al 1970, risultandone l'MVP nel 1968. La sua maglia numero 15 verrà ritirata dai Philadelphia 76ers. Nel 1981 è stato inserito nella Basketball Hall of Fame.

## Statistiche
| † | Denota le stagioni in cui ha vinto il titolo |
| * | Primo nella lega                             |

### NCAA
| Anno      | Squadra           | PG | PT | MP | TC%  | 3P% | TL%  | RP   | AP | PRP | SP | PP   |
| --------- | ----------------- | -- | -- | -- | ---- | --- | ---- | ---- | -- | --- | -- | ---- |
| 1955-1956 | Marshall Th. Herd | 23 | -  | -  | 60,1 | -   | 69,7 | 6,7  | -  | -   | -  | 15,5 |
| 1956-1957 | Marshall Th. Herd | 24 | -  | -  | 50,8 | -   | 76,3 | 13,8 | -  | -   | -  | 18,9 |
| 1957-1958 | Marshall Th. Herd | 24 | -  | -  | 54,6 | -   | 83,3 | 11,7 | -  | -   | -  | 23,6 |
| Carriera  | Carriera          | 71 | -  | -  | 54,5 | -   | 75,9 | 10,8 | -  | -   | -  | 19,4 |

### NBA

#### Regular Season
| Anno       | Squadra            | PG    | PT | MP   | TC%  | 3P% | TL%  | RP  | AP  | PRP | SP | PP   |
| ---------- | ------------------ | ----- | -- | ---- | ---- | --- | ---- | --- | --- | --- | -- | ---- |
| 1958-1959  | Syracuse Nationals | 68    | -  | 23,9 | 45,4 | -   | 77,8 | 2,9 | 1,5 | -   | -  | 11,1 |
| 1959-1960  | Syracuse Nationals | 70    | -  | 28,3 | 47,6 | -   | 78,3 | 4,3 | 2,7 | -   | -  | 13,2 |
| 1960-1961  | Syracuse Nationals | 79    | -  | 35,0 | 45,1 | -   | 77,4 | 5,8 | 3,8 | -   | -  | 19,6 |
| 1961-1962  | Syracuse Nationals | 71    | -  | 38,1 | 44,7 | -   | 81,9 | 7,4 | 4,4 | -   | -  | 22,8 |
| 1962-1963  | Syracuse Nationals | 80    | -  | 32,9 | 46,4 | -   | 83,4 | 5,7 | 3,4 | -   | -  | 19,5 |
| 1963-1964  | Philadelphia 76ers | 80    | -  | 39,5 | 44,4 | -   | 82,9 | 6,1 | 4,7 | -   | -  | 23,3 |
| 1964-1965  | Philadelphia 76ers | 70    | -  | 37,1 | 43,3 | -   | 81,1 | 5,1 | 4,5 | -   | -  | 20,2 |
| 1965-1966  | Philadelphia 76ers | 80    | -  | 41,6 | 44,5 | -   | 80,4 | 5,9 | 4,8 | -   | -  | 22,7 |
| 1966-1967† | Philadelphia 76ers | 80    | -  | 38,6 | 45,9 | -   | 78,8 | 5,3 | 3,8 | -   | -  | 22,1 |
| 1967-1968  | Philadelphia 76ers | 82    | -  | 39,8 | 47,8 | -   | 76,9 | 5,4 | 4,5 | -   | -  | 24,1 |
| 1968-1969  | Philadelphia 76ers | 82    | -  | 40,4 | 45,9 | -   | 79,6 | 5,3 | 5,0 | -   | -  | 23,1 |
| 1969-1970  | Philadelphia 76ers | 80    | -  | 37,8 | 45,5 | -   | 81,5 | 4,7 | 5,1 | -   | -  | 22,0 |
| 1970-1971  | Philadelphia 76ers | 81    | -  | 37,8 | 43,1 | -   | 80,5 | 4,5 | 4,6 | -   | -  | 18,6 |
| 1971-1972  | Philadelphia 76ers | 81    | -  | 29,8 | 44,9 | -   | 77,4 | 3,3 | 3,9 | -   | -  | 11,8 |
| 1972-1973  | Philadelphia 76ers | 38    | -  | 22,3 | 39,2 | -   | 82,1 | 2,8 | 2,9 | -   | -  | 5,6  |
| Carriera   | Carriera           | 1.122 | -  | 35,5 | 45,2 | -   | 80,1 | 5,0 | 4,0 | -   | -  | 19,2 |
| All-Star   | All-Star           | 10    | 2  | 20,7 | 46,1 | -   | 70,3 | 4,5 | 2,8 | -   | -  | 12,0 |

#### Play-off
| Anno     | Squadra            | PG | PT | MP   | TC%   | 3P% | TL%  | RP  | AP  | PRP | SP | PP   |
| -------- | ------------------ | -- | -- | ---- | ----- | --- | ---- | --- | --- | --- | -- | ---- |
| 1959     | Syracuse Nationals | 9  | -  | 30,8 | 41,9  | -   | 81,3 | 5,2 | 2,2 | -   | -  | 11,6 |
| 1960     | Syracuse Nationals | 3  | -  | 28,0 | 51,2* | -   | 75,0 | 4,7 | 3,3 | -   | -  | 15,7 |
| 1961     | Syracuse Nationals | 8  | -  | 29,0 | 38,7  | -   | 82,5 | 4,1 | 2,4 | -   | -  | 14,4 |
| 1962     | Syracuse Nationals | 1  | -  | 5,0  | -     | -   | -    | 0,0 | 0,0 | -   | -  | 0,0  |
| 1963     | Syracuse Nationals | 5  | -  | 42,8 | 50,6  | -   | 82,9 | 5,4 | 4,2 | -   | -  | 23,4 |
| 1964     | Philadelphia 76ers | 5  | -  | 42,2 | 38,9  | -   | 84,6 | 5,6 | 6,0 | -   | -  | 21,4 |
| 1965     | Philadelphia 76ers | 11 | -  | 45,9 | 45,5  | -   | 79,3 | 7,4 | 5,0 | -   | -  | 24,6 |
| 1966     | Philadelphia 76ers | 5  | -  | 45,2 | 35,2  | -   | 78,3 | 7,2 | 4,2 | -   | -  | 16,4 |
| 1967†    | Philadelphia 76ers | 15 | -  | 45,9 | 42,9  | -   | 79,7 | 5,9 | 5,3 | -   | -  | 27,7 |
| 1968     | Philadelphia 76ers | 13 | -  | 42,5 | 43,2  | -   | 85,6 | 6,1 | 4,2 | -   | -  | 25,8 |
| 1969     | Philadelphia 76ers | 5  | -  | 40,8 | 32,1  | -   | 77,8 | 6,0 | 4,6 | -   | -  | 16,0 |
| 1970     | Philadelphia 76ers | 5  | -  | 35,6 | 44,6  | -   | 84,6 | 3,4 | 5,4 | -   | -  | 15,4 |
| 1971     | Philadelphia 76ers | 7  | -  | 37,9 | 43,8  | -   | 75,0 | 3,4 | 5,4 | -   | -  | 17,9 |
| Carriera | Carriera           | 92 | -  | 39,6 | 42,5  | -   | 81,2 | 5,5 | 4,3 | -   | -  | 20,4 |

## Palmarès
- Campionato NBA: 1

Philadelphia 76ers: 1967
- Quarantaseiesimo miglior marcatore di sempre sommando ABA e NBA
- Quarantunesimo miglior marcatore di sempre NBA
- Inserito nel NBA 75th Anniversary Team